# اناتولین
اناتولین (به لاتین: Anatolin) یک منطقهٔ مسکونی در لهستان است که در Gmina Pacyna واقع شده‌است.

## خصوصیات
اناتولین ۹۰ نفر جمعیت دارد.